# Especialista par de apoyo
Una persona especialista par certificado de apoyo, también conocido como especialista par certificado, es una persona que ha pasado por una experiencia transformadora desde una alteración importante en su vida. Esto también recibe el nombre de "experiencia en primera persona". Estas personas especializadas dan apoyo a otras personas en procesos de crisis relacionados con la salud mental, el trauma psicológico o el abuso de sustancias. Debido a su experiencia en primera persona, están dotadas de habilidades que la formación a profesionales no puede aportar. No debe confundirse con educación de pares, donde se puede considerar que la recuperación no sea una meta adecuada para cualquiera y por ello se focalice en la reducción del daño.
Las tareas desarrolladas por el perfil de especialista par de apoyo incluyen asistir a sus pares en la articulación de objetivos para su proceso de recuperación, aprendiendo y practicando nuevas habilidades, ayudando a monitorizar el progreso, apoyando los tratamientos, modelando técnicas efectivas de afrontamiento y estrategias de autoayuda basadas en la experiencia propia de recuperación de la persona especialista, y apoyando en la autodefensa jurídica para el acceso a servicios de atención efectivos.
En septiembre de 2012, 36 estados de los EE. UU. habían establecido programas de entrenamiento y certificación para quienes, teniendo experiencia en primera persona y habiendo iniciado su proceso de recuperación, tenían el deseo de trabajar en el apoyo a otras personas en su propio proceso.

## Especialista par de apoyo para la recuperación
El perfil de especialista par de apoyo para la recuperación es una formación ocupacional para personas que se vinculan con iguales en contextos como centros comunitarios de recuperación o, fuera de estos, en cualquier tipo de espacios o actividades o incluso a través de medios telefónicos. El perfil de especialista par de apoyo trabaja con personas que estén planificando su proceso de recuperación pudiendo formar parte del mismo la intención de vincularse también como especialista par.
La Administración de Veteranos ha aumentado su número de especialistas pares a 800 desde finales del año 2013. Los perfiles de especialista par de apoyo son también contratados por administraciones públicas locales, estatales y entidades privadas.

### Plan de recuperación
Los planes de recuperación pueden tomar variadas formas. Un aspecto clave del modelo de gestión de la recuperación es que el plan de recuperación personal es elaborado por la propia persona que recibe el apoyo y que luego es revisado con el especialista par de apoyo. Dicho plan es la herramienta para llevar a cabo dicho proceso de recuperación.
La atención al bienestar y salud de la persona es un elemento fundamental de los planes más allá de la salud mental. Los ingredientes incluyen con frecuencia grupos de apoyo mutuo, terapia individual, autocuidados básicos para la salud, acceso a vivienda estable, mejora de las condiciones de vida familiares, de las relaciones personales e inclusión en al comunidad natural. Puede integrar también objetivos educativos, ocupacionales y de desarrollo vocacional. Algunos planes pueden definir un cronograma para monitorizar el progreso o un pacto de revinculación en caso de ser necesario para recuperar calidad de vida y condiciones de salud.
El perfil de especialista par de apoyo para la recuperación tienen una diversidad de encuadres cada vez mayores, incluidos los centros comunitarios de recuperación. La financiación para los programas de recuperación de pares vienen de diversas agencias federales y estatales así como entidades sociales locales y nacionales y programas de financiación pública, como Catholic Charities y United Way..